# Haltérophilie aux Jeux du Commonwealth
Les compétitions d'haltérophilie font partie du programme des Jeux du Commonwealth depuis son apparition lors de l'édition des Jeux de l'Empire britannique de 1950 à Auckland.

## Éditions
| Édition | Ville        | Pays             |
| ------- | ------------ | ---------------- |
| 1950    | Auckland     | Nouvelle-Zélande |
| 1954    | Vancouver    | Canada           |
| 1958    | Cardiff      | Pays de Galles   |
| 1962    | Perth        | Australie        |
| 1966    | Kingston     | Jamaïque         |
| 1970    | Édimbourg    | Écosse           |
| 1974    | Christchurch | Nouvelle-Zélande |
| 1978    | Edmonton     | Canada           |
| 1982    | Brisbane     | Australie        |
| 1986    | Édimbourg    | Écosse           |
| 1990    | Auckland     | Nouvelle-Zélande |
| 1994    | Victoria     | Canada           |
| 1998    | Kuala Lumpur | Malaisie         |
| 2002    | Manchester   | Angleterre       |
| 2006    | Melbourne    | Australie        |
| 2010    | New Delhi    | Inde             |
| 2014    | Glasgow      | Écosse           |
| 2018    | Gold Coast   | Australie        |
| 2022    | Birmingham   | Angleterre       |

## Médailles par pays
à jour après les Jeux de 2018
| Rang  | Nation                          | Or  | Argent | Bronze | Total |
| ----- | ------------------------------- | --- | ------ | ------ | ----- |
|       | Australie                       | 59  | 52     | 48     | 159   |
|       | Inde                            | 43  | 48     | 34     | 125   |
|       | Angleterre                      | 43  | 48     | 25     | 116   |
|       | Canada                          | 30  | 34     | 42     | 106   |
|       | Nigeria                         | 20  | 22     | 20     | 62    |
|       | Nouvelle-Zélande                | 12  | 12     | 16     | 40    |
|       | Pays de Galles                  | 10  | 12     | 23     | 45    |
|       | Nauru                           | 10  | 12     | 9      | 31    |
|       | Malaisie                        | 10  | 5      | 16     | 31    |
|       | Cameroun                        | 10  | 2      | 7      | 19    |
|       | Samoa                           | 7   | 8      | 3      | 18    |
|       | Papouasie-Nouvelle-Guinée       | 4   | 5      | 3      | 12    |
|       | Singapour                       | 4   | 1      | 3      | 8     |
|       | Écosse                          | 2   | 5      | 9      | 16    |
|       | Trinité-et-Tobago               | 2   | 3      | 4      | 9     |
|       | Malaisie                        | 2   | 3      | 2      | 7     |
|       | Pakistan                        | 1   | 4      | 3      | 8     |
|       | Afrique du Sud                  | 1   | 3      | 5      | 9     |
|       | Sri Lanka                       | 1   | 3      | 0      | 4     |
|       | Barbade                         | 1   | 3      | 0      | 4     |
|       | Fidji                           | 1   | 0      | 2      | 3     |
|       | Chypre                          | 1   | 0      | 0      | 1     |
|       | Ghana                           | 1   | 0      | 0      | 1     |
|       | Kiribati                        | 1   | 0      | 0      | 1     |
|       | Guyana                          | 0   | 2      | 2      | 4     |
|       | Seychelles                      | 0   | 1      | 1      | 2     |
|       | Kenya                           | 0   | 0      | 4      | 4     |
|       | Jamaïque                        | 0   | 0      | 1      | 1     |
|       | Saint-Vincent-et-les-Grenadines | 0   | 0      | 1      | 1     |
|       | Îles Salomon                    | 0   | 0      | 1      | 1     |
| Total | Total                           | 276 | 288    | 284    | 848   |